# Pfarrkirche St. Andrä im Lavanttal
Koordinaten: 46° 45′ 54,2″ N, 14° 49′ 23″ O

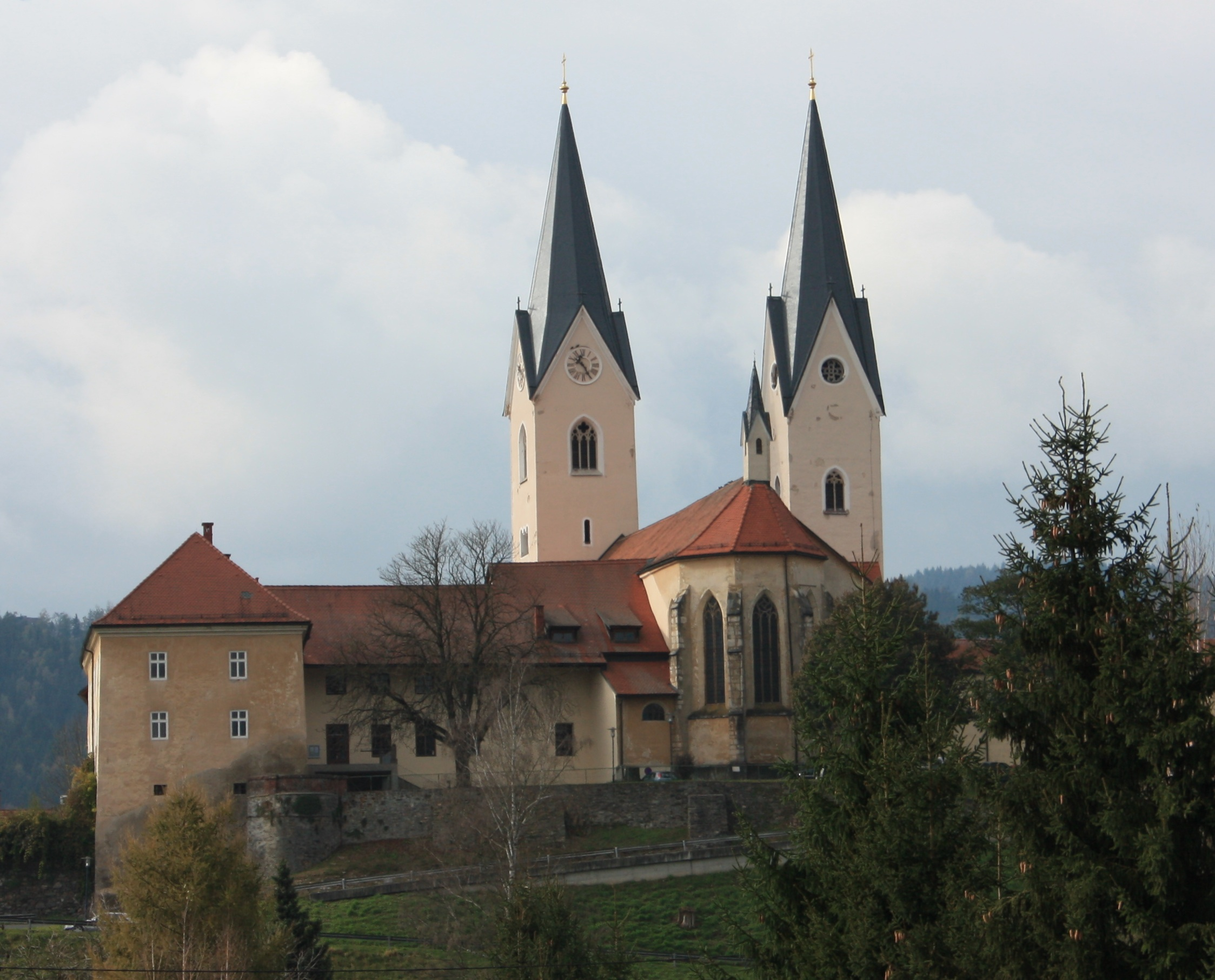
Pfarrkirche mit Propsthof

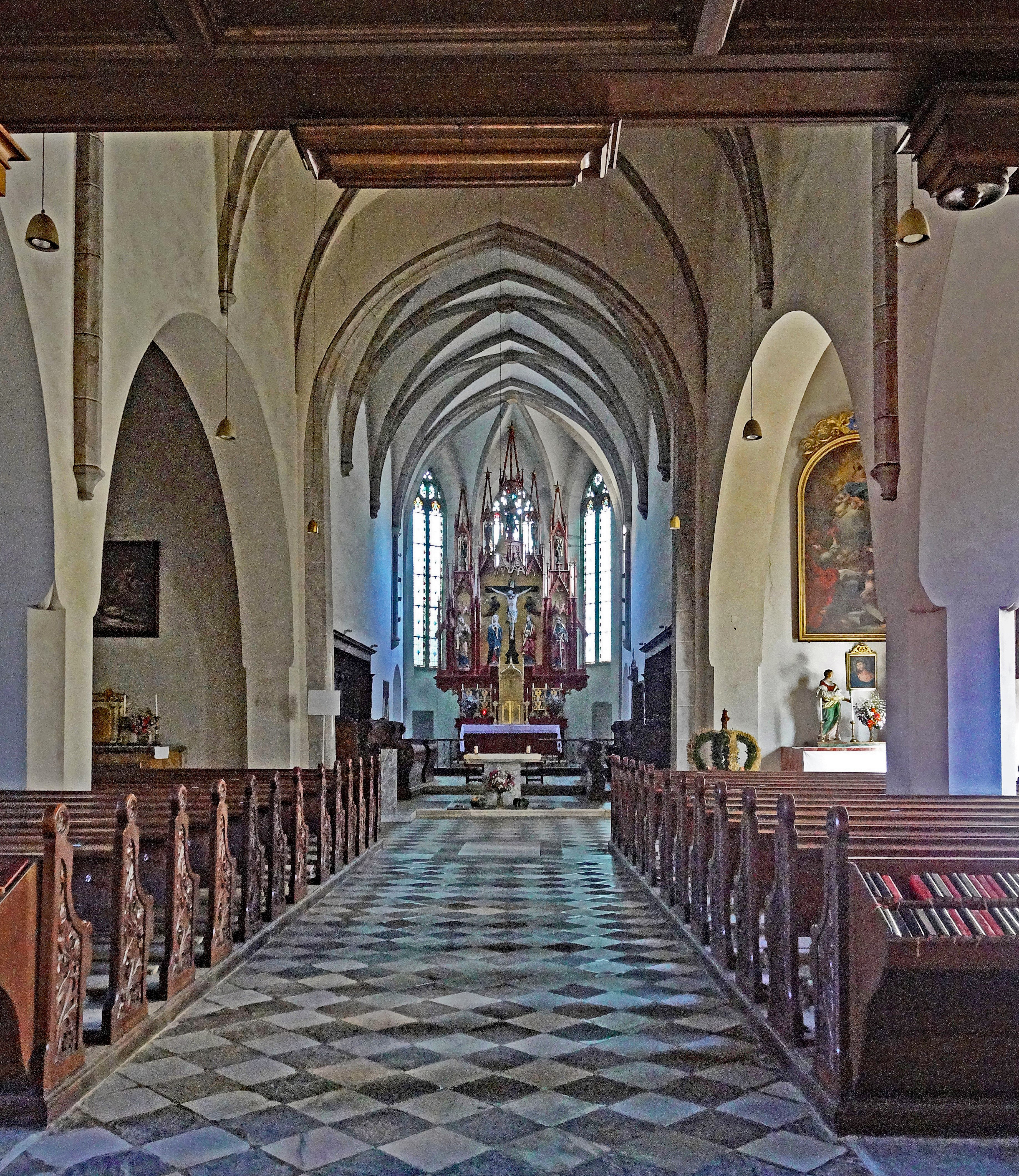
Innenansicht

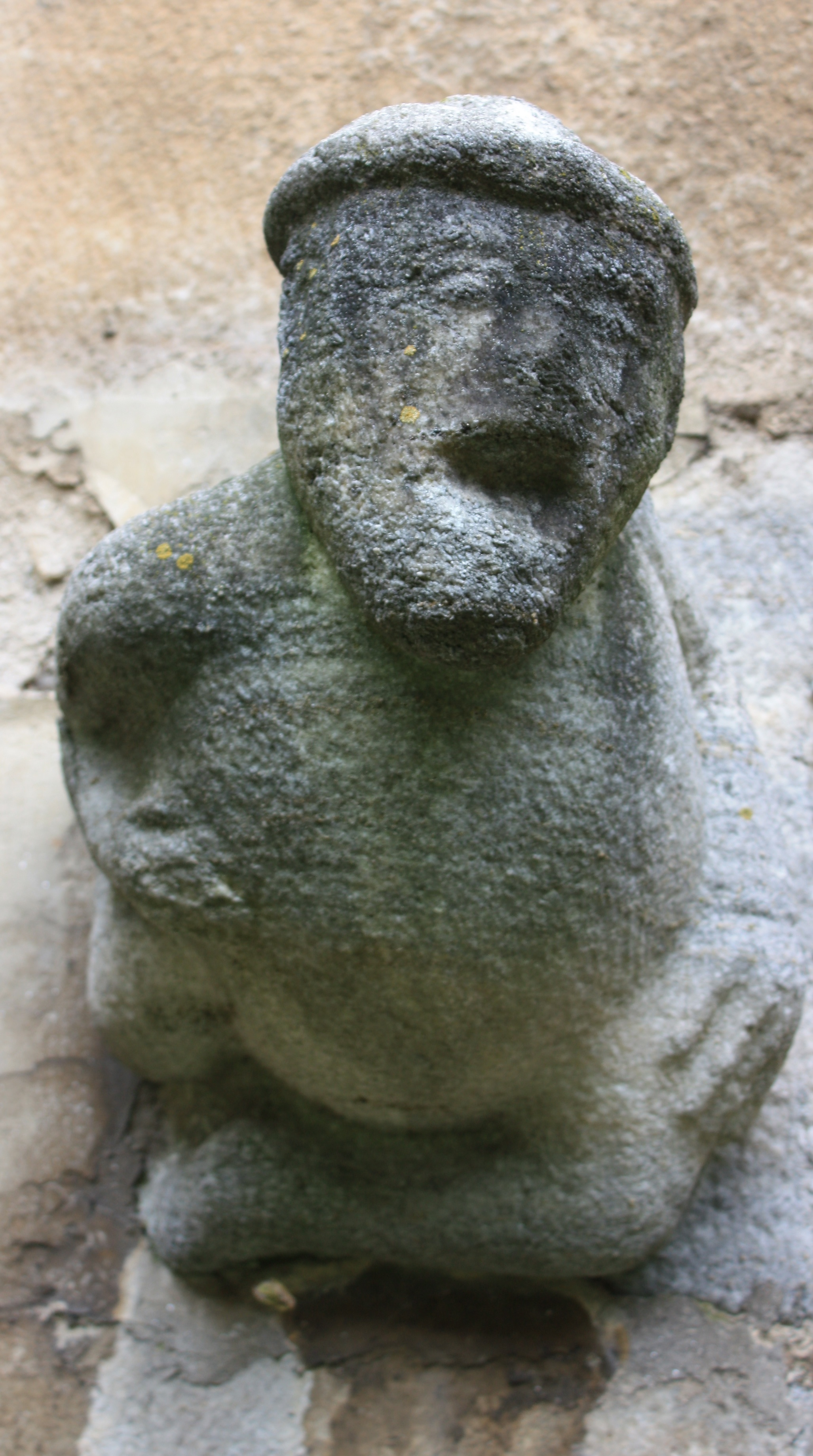
Wasserspeier

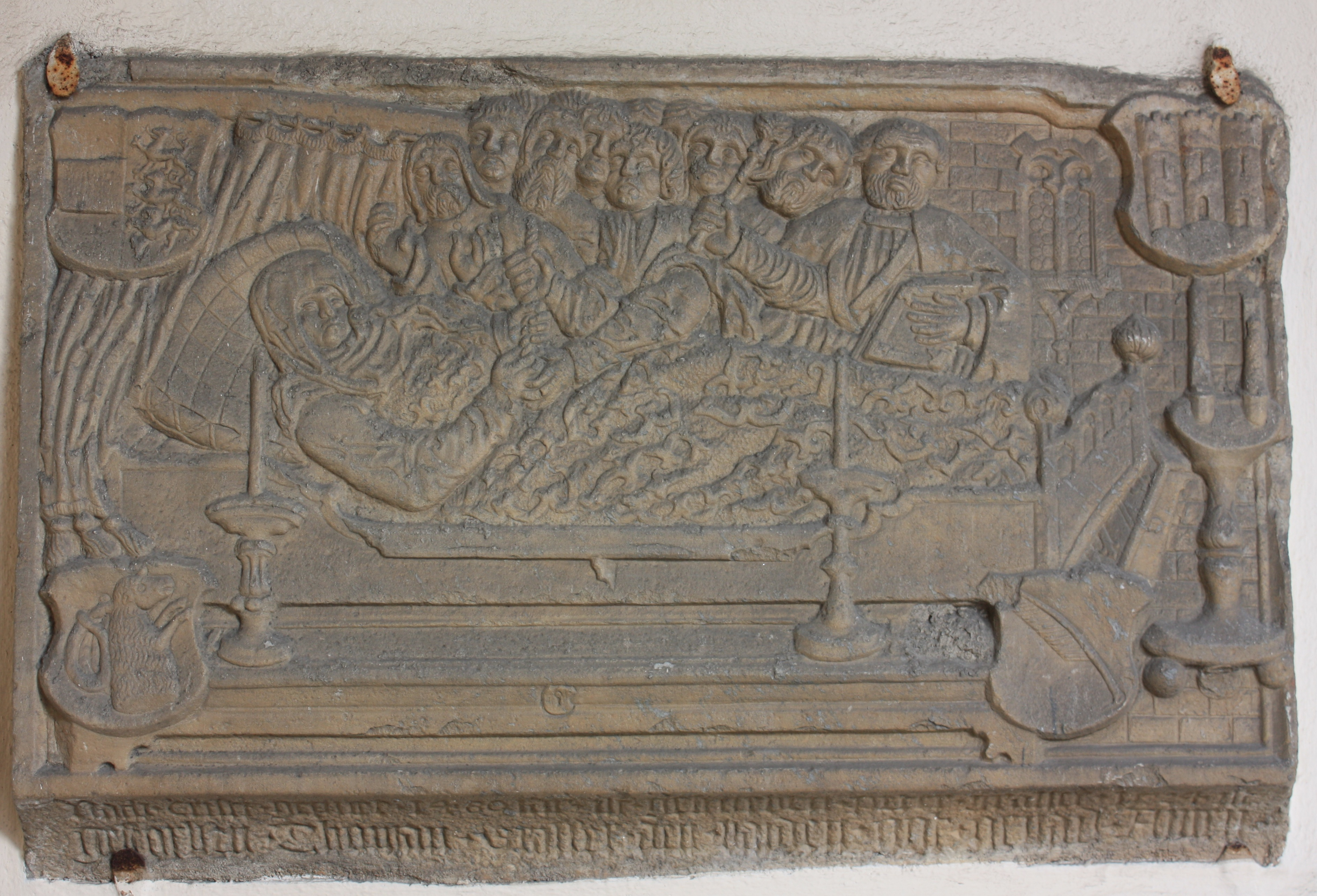
Grabstein mit Marientod

Die römisch-katholische Stadtpfarrkirche und ehemalige Domkirche St. Andrä im Lavanttal steht am Südende des Stadtplatzes von St. Andrä. Von 1228 bis 1859 war sie Kathedralkirche des Salzburger Suffraganbistums Lavant.

## Geschichte
Die erste Nennung einer Pfarre im Lavanttal aus dem Jahre 888 bezieht sich entweder auf St. Marein oder auf St. Andrä. Die erste sichere Erwähnung der Kirche stammt aus dem Jahre 890 (in einer Urkunde des Kaisers Arnulf als ad Lavantam ecclesiam sancti Andreae). Um 1225 wurde in St. Andrä ein Augustiner Chorherrenstift gegründet. Mit der Errichtung des Bistums Lavant 1228 erfolgte die Erhebung zum Domstift, welches 1798 wieder aufgehoben wurde. 1859 wurde der Bischofssitz nach Marburg an der Drau / Untersteiermark heute Maribor übertragen und der Kärntner Teil des Bistums kam zur Diözese Gurk.

## Baubeschreibung
Die Kirche ist eine dreischiffige, gotische Basilika aus dem 14. und 15. Jahrhundert. Nach außen hin tritt der basilikale Charakter durch die barocken Zubauten und Veränderungen sowie die im 19. Jahrhundert erhöhten Seitenschiffmauern und das gemeinsame Satteldach nicht mehr in Erscheinung. Im Süden und Norden sind Kapellen angebaut. Der Chorschluss wird von dreistufigen Strebepfeilern gestützt.
Der romanische Westturm ist massiver als der in der Höhe des zweiten Langhausjoches am Seitenschiff angebaute gotische Nordturm. In den Glockengeschoßen der beiden Türme befinden sich gotische, zum Teil erneuerte Maßwerkfenster. An der Südseite des Westturms sind romanische Drillingsfenster erhalten. Beide Türme sind annähernd gleich hoch und tragen Spitzhelme des 19. Jahrhunderts. Zwei Glocken wurden von Urban Fiering gegossen und sind mit 1553 bzw. 1554 bezeichnet. An beiden Seiten des Westturms befinden sich Kapellenräume, der nördliche aus der Spätgotik, der südliche vermutlich aus der Barockzeit. Die aus drei Arkaden bestehende Vorhalle an der Westseite wurde 1876 errichtet und ist von einer Quertonne mit Stichkappen überwölbt.
An der Chor Nordseite verbindet ein zweigeschoßiger Gang die Kirche mit der früher bischöflichen Residenz. Südlich der Kirche schließt der ehemalige Propsteihof mit Arkadenhof an. Hier ist an einem Strebepfeiler ein gotischer Wasserspeier zu sehen.
Über dem vierjochigen Mittelschiff erhebt sich ein gotisches Kreuzrippengewölbe vom Anfang des 15. Jahrhunderts. Die kleinen Obergadenfenster sind heute blind. Die Scheidbögen zu den Seitenschiffen wurden nach Entfernung der Zwischenstützen im 17. Jahrhundert vergrößert und spannen sich jetzt jeweils über zwei Joche. Die Seitenschiffe haben barocke Kreuzgratgewölbe. Die Kapelle im Erdgeschoß des Nordturmes mit Kreuzgratgewölben hat eine Decke mit um 1720 entstandenem Stuck. Die hölzerne, neugotische Westempore wurde 1902 von Matthias Slama gefertigt, die Orgel ist ein Werk von Matthäus Mauracher aus demselben Jahr. Ein hoher, gotischer Triumphbogen verbindet das Mittelschiff mit dem Hauptchor. Der dreijochige Chor mit Fünfachtelschluss hat die Breite des Mittelschiffes. Im Chor ruht ein Kreuzrippengewölbe aus der zweiten Hälfte des 14. Jahrhunderts auf mit kauernden Männchen geschmückten Konsolen. Die Maßwerkfenster sind neugotisch erneuert. Die beiden Seitenchöre sind von den Schiffen abgemauert. Im nördlichen Chor ist in einem Joch das Kreuzrippengewölbe noch vorhanden. Die übrigen Rippen wurden abgeschlagen. Der südliche Chor besitzt ein um 1400 entstandenes Kreuzrippengewölbe auf Kopfkonsolen und dient heute als Sakristei.
Im Raum nördlich des Westturms wurden Fresken aus dem 15. und 16. Jahrhunderts zum Teil freigelegt. In der Kapelle nördlich des Chores sind über teilweise freigelegten Malereien eine spätgotische Kreuzigung und eine Ölbergszene aus der Mitte des 16. Jahrhunderts dargestellt. Richard Superberg schuf 1901/1902 die neugotischen Chorfenster.

## Ausstattung
Der neugotische Hochaltar wurde 1902 von Mathias Slama gefertigt und 1908 von Alois Progar vervollständigt. In der Mittelnische ist eine Kreuzigungsgruppe, in den Seitennischen die Statuen der Apostel Petrus und Paulus aufgestellt. Die Skulpturen wurden 1901 von einem Münchner Bildhauer geschaffen. Im Altaraufsatz steht die Figur des Apostels Andreas.
Über der linken Altarmensa hängt ein 1730 gemaltes Ölbild des heiligen Augustinus in einem reich geschnitzten Rahmen. Darunter ist ein um 1750 entstandener, barocker Tabernakel aufgestellt. Der Tabernakel stammt wahrscheinlich vom ehemaligen Hochaltar, von dem sich weitere Teile im Diözesanmuseum Klagenfurt befinden.
Das Bild des rechten Seitenaltars aus der Mitte des 18. Jahrhunderts zeigt im reich geschnitzten Rahmen die Verkündigung an Maria. Dieses Meisterwerk wurde vom großen italienischen Barockmaler Giovanni Battista Tiepolo geschaffen und kam durch den Lavanter Fürstbischof Graf Johann von Thurn-Valsassina in die Bischofsstadt. Darunter ist eine überlebensgroße Statue der Pietà aufgestellt.
In den Seitenkapellen stehen Statuen der Heiligen Andreas und Paulus aus dem 18. Jahrhundert. In der zweiten, nördlichen Kapelle ist ein ehemaliger Altaraufsatz mit einem Ölbild der Geburt Christi aus der Mitte des 18. Jahrhunderts sowie ein Leinwandbild der Himmelfahrt Mariens, das Jakob Zanussi zugeschrieben wird, zu sehen.
Das Chorgestühl ist mit 1761 bezeichnet, das Betgestühl fertigte Johann Rossmann 1902. Das Taufbecken stammt vom Ende des 18. Jahrhunderts, das Weihwasserbecken in der Turmvorhalle ist mit 1629 datiert.

## Grabdenkmäler
In der Vorhalle steht ein um 1520 entstandenes, spätgotisches Grabsteinrelief mit der Darstellung des Todes Mariens. Im Raum nördlich des Westturmes befindet sich der Grabstein des Ritters Leonhard von Kollnitz († 1517). In die Chorwand sind der von Philibert Pacobel gefertigte Bildnisgrabstein des Propstes Johann Gambazi und der des Bischofs Lorenz von Lichtenberg († 1446) aus einer Salzburger Werkstatt eingemauert. Lorenz von Lichtenberg war kurzzeitig Gegenpatriarch von Aquileia, daher ist am Grabstein das doppelarmige Patriarchenkreuz zu sehen. In der Sakristei befindet sich der Grabstein des Propstes Martin Sani († 1689). In der nördlichen Kreuzkapelle ist das Grabmal des Fürstbischofs Landgraf Philipp Karl von Fürstenberg († 1718) aufgestellt. Gegenüber befindet sich die Wappengrabplatte des Bischofs Johann von Thurn-Valsassina († 1762). Die Bildnisgrabsteine in der Kapelle nördlich des Chores erinnern an Theobald Sweinpek († 1463), Leonhard Pewrl († 1536) und Philipp Renner († 1555). In der Krypta fand man ein römerzeitliches Grabtitulus für die Söhne Vetucius Super und Severus, gestiftet vom Vater Vetucius Tutor.